# Счёт (математика)
Счёт (также подсчёт) — в арифметике, определение количества однородных («считаемых») предметов, то есть установление взаимно однозначного соответствия между множеством этих предметов и началом натурального ряда.

## История
Понятие счёта неочевидно и не требуется для многих элементарных задач, при решении которых сегодня используется подсчёт объектов. Например, первобытный охотник не считал своих спутников, а убеждался в том, что никто не отстал, просто окинув группу взглядом, схожие навыки есть даже у утки, которая в силах почувствовать, все ли утята следуют за ней. Аналогично, Дж. Морган (англ. James Morgan) наблюдал у австралийских аборигенов обмен угрей на коренья, при котором предметы раскладывались в два сопоставленных ряда. Первое абстрагирование произошло, когда в качестве множества для сопоставления стали использовать пальцы рук и ног. Миклухо-Маклай описывает групповой десятичный счёт у папуасов (один участник загибает пальцы по единицам, другой — по слову «две руки»). Так возникли предпосылки десятичной системы счисления, некоторые языки сохранили память о системах с основанием 20 (пальцы рук и ног, грузинский язык), 11 (пальцы рук плюс одна рука, коренные новозеландцы[какие?]), 5 (пальцы одной руки, шумеры, ацтеки). Встречалась и двоичная система счисления (у племени на одном из островов Торресова пролива: 1 = урапун, 2 = окоза, 3 = окоза-урапун, 4 = окоза-окоза).

### Запись результатов
Результаты счёта первоначально записывались в форме зарубок и узелков. С появлением цифр возникло три способа записи:
- аддитивный (MN означает M+N);
- субтрактивный (MN означает N-M, при этом M < N);
- мультипликативный (MN означает M×N).

Наиболее известным примером комбинации аддитивной и субтрактивной записи являются римские цифры, где IX = 9, XI = 11.
Изобретение позиционной системы счисления (с основанием 60) относится к древнему Вавилону.

## Обучение
Обучение счёту производится обычно в дошкольном возрасте, ребёнок в состоянии освоить сопоставление двух множеств после трёх лет. При обучении разделяется порядковый и количественный счёт (то есть использование порядковых и количественных числительных.
Т. С. Будько выделяет следующие этапы развития педагогики в области обучения счёту:
- XVI—XIX век: появление идеи о математической подготовке в возрасте 4-7 лет;
  - XVII век: Я. А. Коменский предложил обучение счёту в пределах 20 в возрасте 4-6 лет;
  - XVIII век: И. Г. Песталоцци — обучение счёту конкретных предметов (число — форма — слово);
  - XIX век:
    - К. Д. Ушинский — обучение счёту группами, десятками;
    - А. В. Грубе предложил «монографический» метод обучения: дети должны рассматривать числа в пределах 100, представленные в виде точек или чёрточек, сравнивать числа между собой, определяя, какое число больше и насколько. Грубе предполагал, что при этом дети освоят арифметические действия в результате таких наблюдений. В. А. Лай предложил использовать вместо точек специальные фигуры, В. А. Евтушевский — ограничить числа 20-ю;
    - П. С. Гурьев, А. Дистервег изобрели «вычислительный метод» (также «метод изучения действий»), в котором дети сначала считают конкретные множества, а затем арифметические действия по десяткам (сначала до 10, потом до 20 и так далее);

  - XX век: С. А. Кемниц в книге «Математика в детском саду» (1912 год) изложила все разделы программы, применяющиеся до сих пор.